# Орнитион
Орнитион (на старогръцки: Ὀρνυτίων, Ornytion) в гръцката митология е цар на Коринт през 13 век пр.н.е.
Той е син Сизиф и баща на Фок и на Тоант.
След бягството на неговия племенник Белерофонт, царят на Коринт, той поема управлението. Коринт обаче загубва своята независимост и става васалска държава на Аргивите. След неговата смърт управлението поема неговият по-малък син Тоант, понеже големият му син Фок се изселва в Титорея във Фокида.